# Burg Bürgeln
Die Burg Bürgeln, auch Birgel genannt, ist eine abgegangene Burg in Bürgeln, heute ein Ortsteil der Gemeinde Cölbe in Hessen.
Nach einer Karte von 1726 stand die Burg nordwestlich der Kirche, direkt am Einlauf des Roten Wassers, einem Bach, der bei Bürgeln in die Ohm mündet.

## Geschichte
Die Burg wurde 1358 erstmals urkundlich erwähnt, als Landgraf Heinrich II. von Hessen die Herren von Fleckenbühl mit der Vogtei Bürgeln belehnte. 1376 trugen die Herren von Fleckenbühl, vermutlich die Erbauer der Burg, diese dem Landgrafen zu Lehen auf. Ein Zweig der Familie nannte sich später „von Fleckenbühl, genannt Bürgeln“. 
Die Besitzer der Burg wechselten später mehrfach. Wann sie aufgegeben wurde, ist nicht bekannt, vermutlich aber vor 1726, da sie danach nicht wieder erwähnt wurde. Die Burg wurde zur Gewinnung von Baumaterial abgebrochen. Die Gräben wurden verfüllt. Anstelle der Burg erstand ein Gutshof, in dem Mauerreste der ehemaligen Burg verbaut sind.